# Santa Catarina da Fonte do Bispo
Santa Catarina da Fonte do Bispo is een plaats (freguesia) in de Portugese gemeente Tavira en telt 2085 inwoners (2001).